# Rhopalura intoshi
Rhopalura intoshi är en djurart som beskrevs av Metchnikoff. Rhopalura intoshi ingår i släktet Rhopalura, och familjen Rhopaluridae. Inga underarter finns listade i Catalogue of Life.